# دوک‌نشین پروس
دوک‌نشین پروس(به آلمانی: Herzogtum Preußen)، (به لهستانی: Księstwo Pruskie)، (به لیتوانیایی: Prūsijos kunigaikštystė) یا پروس دوک (به آلمانی: Herzogliches Preußen) ; (به لهستانی: Prusy Książęce) یک دوک‌نشین در منطقه پروس بود که در نتیجه سکولاریزاسیون پروس رهبانی تأسیس شد، قلمرویی که تا زمان اصلاحات پروتستانی در سال ۱۵۲۵ تحت کنترل دولت شوالیه‌های تتونیک باقی ماند.